# Isaac Aboab da Fonseca

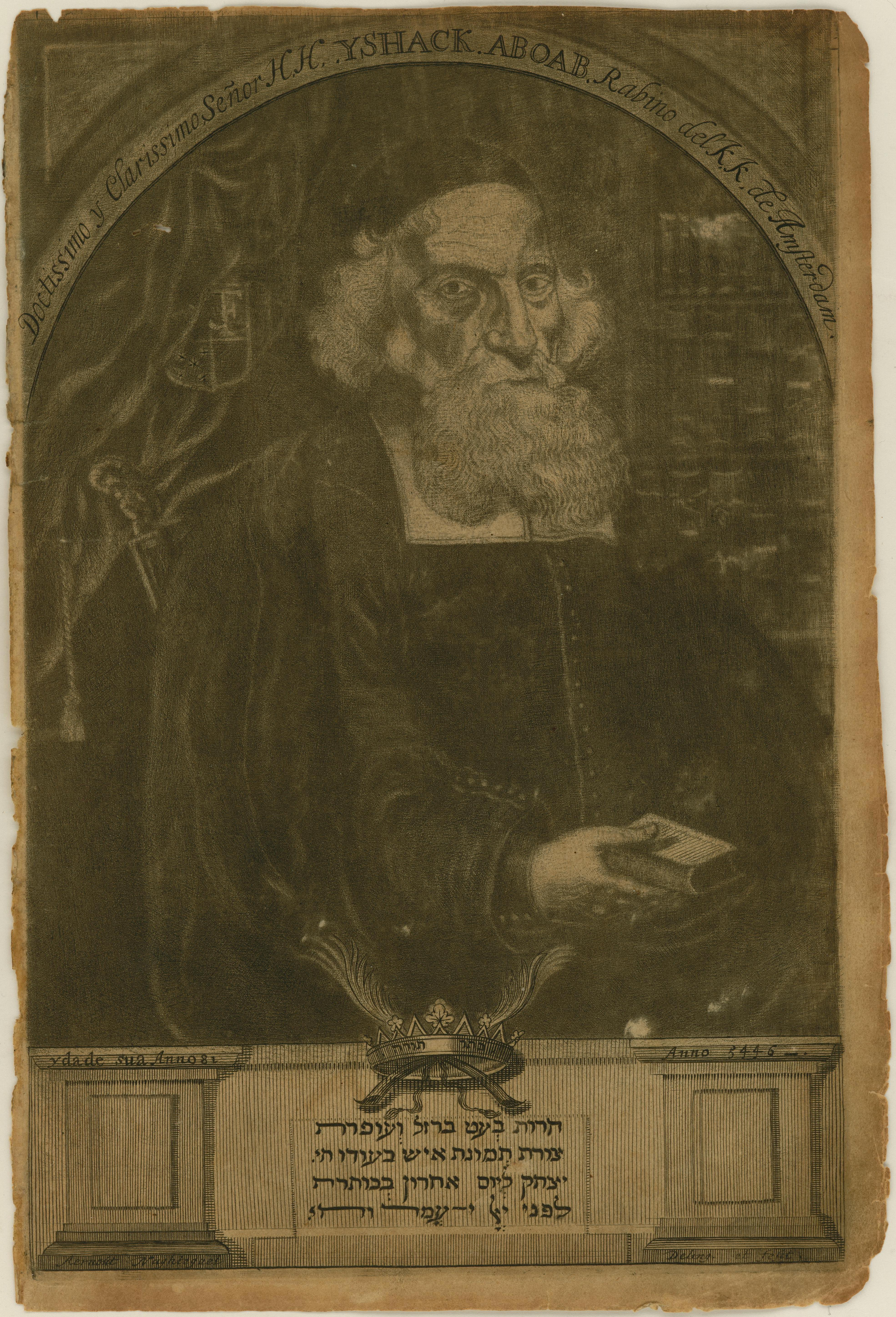
Retrato do rabino Isaac Aboab da Fonseca.

Isaac Aboab da Fonseca (Castro Daire, 1605 - Amesterdão, 1693) foi um rabino e intelectual sefardita português.

## Biografia
Nasceu em Castro Daire, Portugal, mas a sua educação, a partir dos sete anos, foi feita na Holanda, tendo Uriel Costa como mestre. Escreveu em castelhano e em hebraico.
Rabino e escritor português. É o primeiro religioso de origem judaica a chegar ao Brasil.
Isaac Aboab da Fonseca (1605-1693) nasce em Castro Daire e, ainda criança, é levado para a Holanda. Nesse período, a Inquisição tem grande poder em Portugal, e milhares de famílias de judeus portugueses são expulsas do país. A Coroa holandesa, que atuava na vanguarda do movimento de reforma do catolicismo, adota a política de acolher perseguidos religiosos de várias partes da Europa. A maioria dos judeus emigrantes que se estabelece no país vive na penúria.

### No Brasil
Com a tomada do Recife pela Holanda, esses grupos são atraídos pela oportunidade de progredir na mais rica capitania portuguesa da época, e navios fretados por judeus passam a chegar quase todo mês no Recife. Para chefiar essa comunidade judaica, em crescimento acelerado no Recife, é enviado ao Brasil em 1642 o rabino Fonseca, que passa a ser o primeiro religioso judeu de toda a América. Nessa condição se torna o primeiro escritor de textos literários em hebraico do Novo Mundo, ao redigir três orações em que relata o sofrimento e as provações por que já passara o povo judeu.

### Imigração para os Estados Unidos
A expulsão holandesa do nordeste brasileiro fez com que fosse instalada a presença da Inquisição. A importância da presença judia no nordeste era tão proeminente que a Sinagoga Kahal Zur Israel, a primeira das Américas, foi construída no Recife.
Com a celeuma causada devido à saída batava, o rabino da sinagoga pernambucana, Isaac Aboab da Fonseca, conseguiu comprar, através de quotas com os membros da comunidade, um navio no qual rumaram para o norte, tendo chegado à costa nordeste dos atuais Estados Unidos, onde ajudam a fundar um núcleo populacional que levaria o nome de Nova Amsterdão, hoje cidade de Nova Iorque.

### Retorno à Europa
Em 1654, com a retomada da cidade pelos portugueses e a hostilidade para com os judeus, por causa da intolerância religiosa que existiu em algumas épocas em Portugal, o rabino retorna a Amesterdão para reencontrar sua família. Trabalha como diretor da Academia Religiosa e participa do tribunal que excomunga o filósofo Benedito Spinoza, em 1656. Escreve várias obras em castelhano e em hebraico. Também conhecido pelo apelido São João de Luz, morre em Amsterdão, aos 88 anos.